# Список умерших в 1300 году

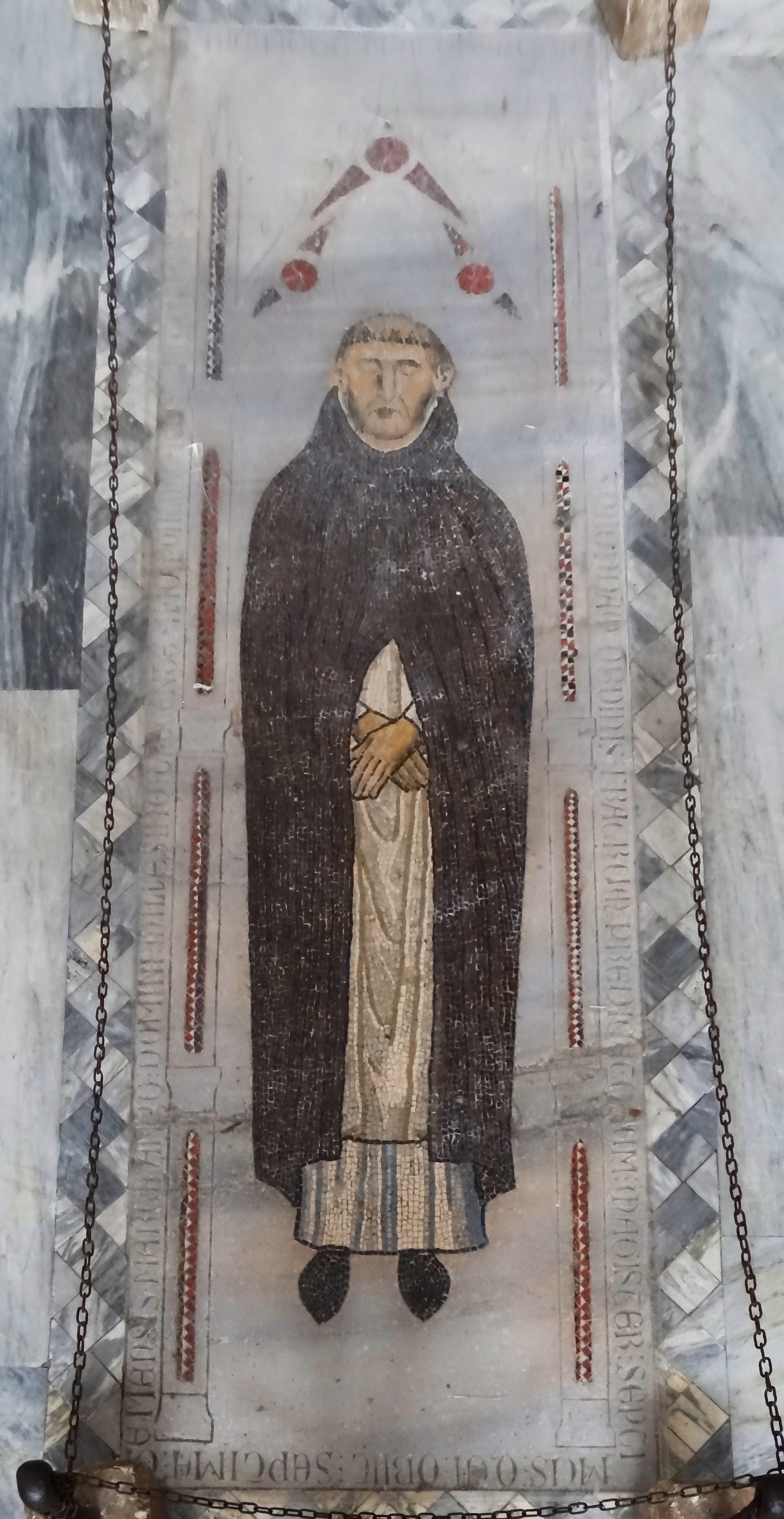
Муньо де Самора

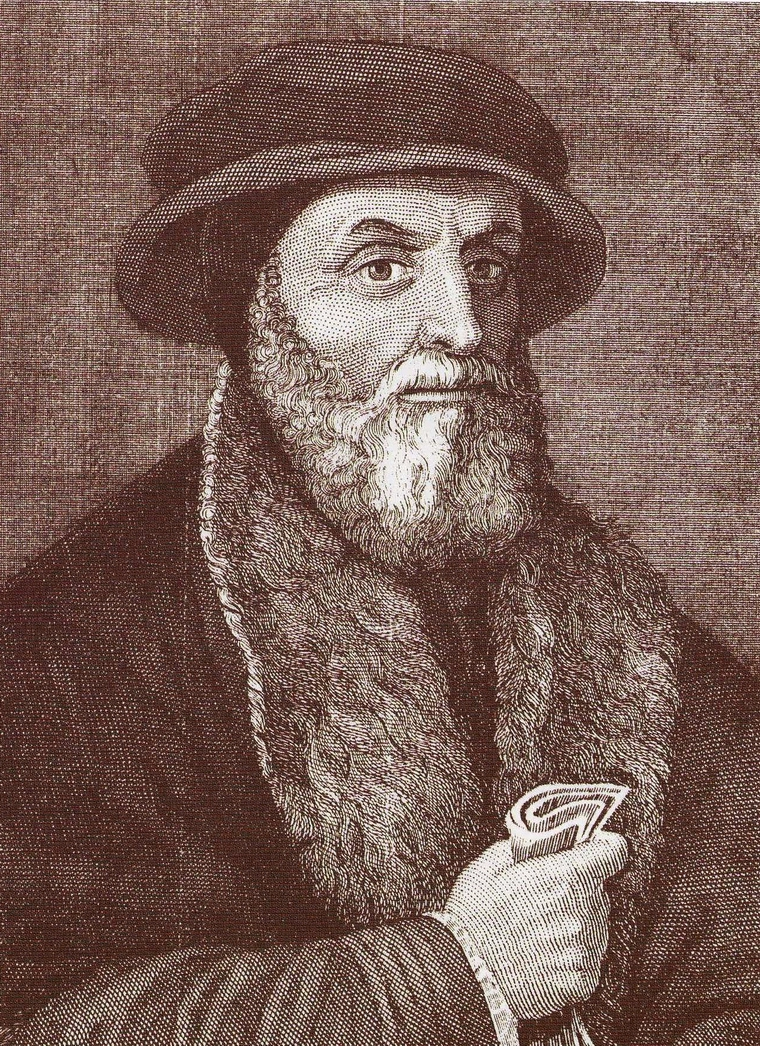
Гвидо Бонатти

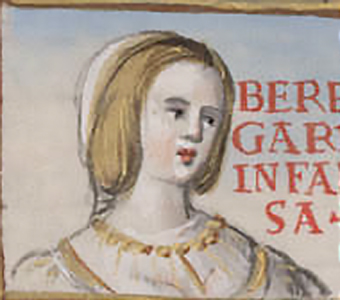
Беренгела Кастильская

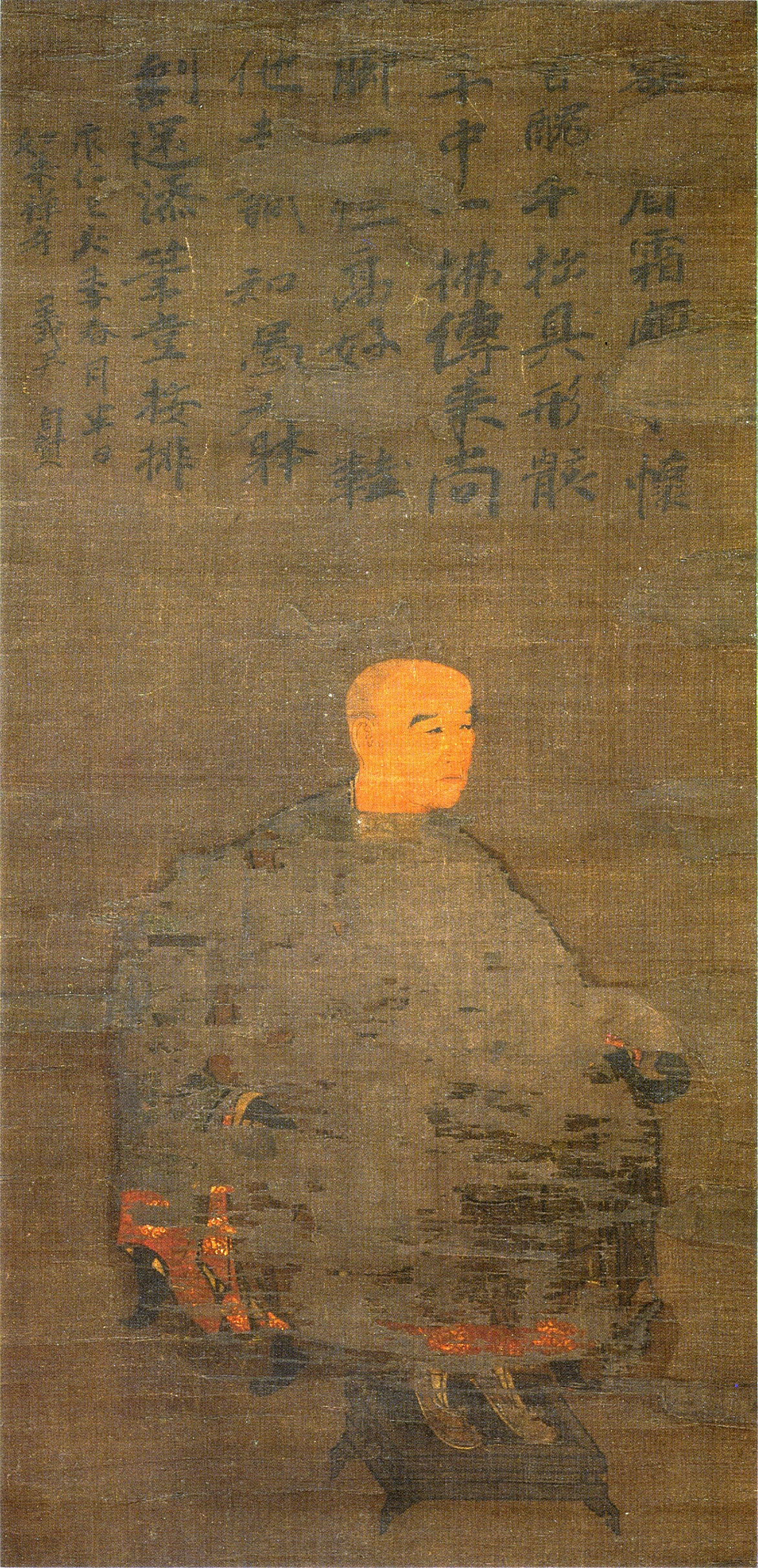
Канган Гиин

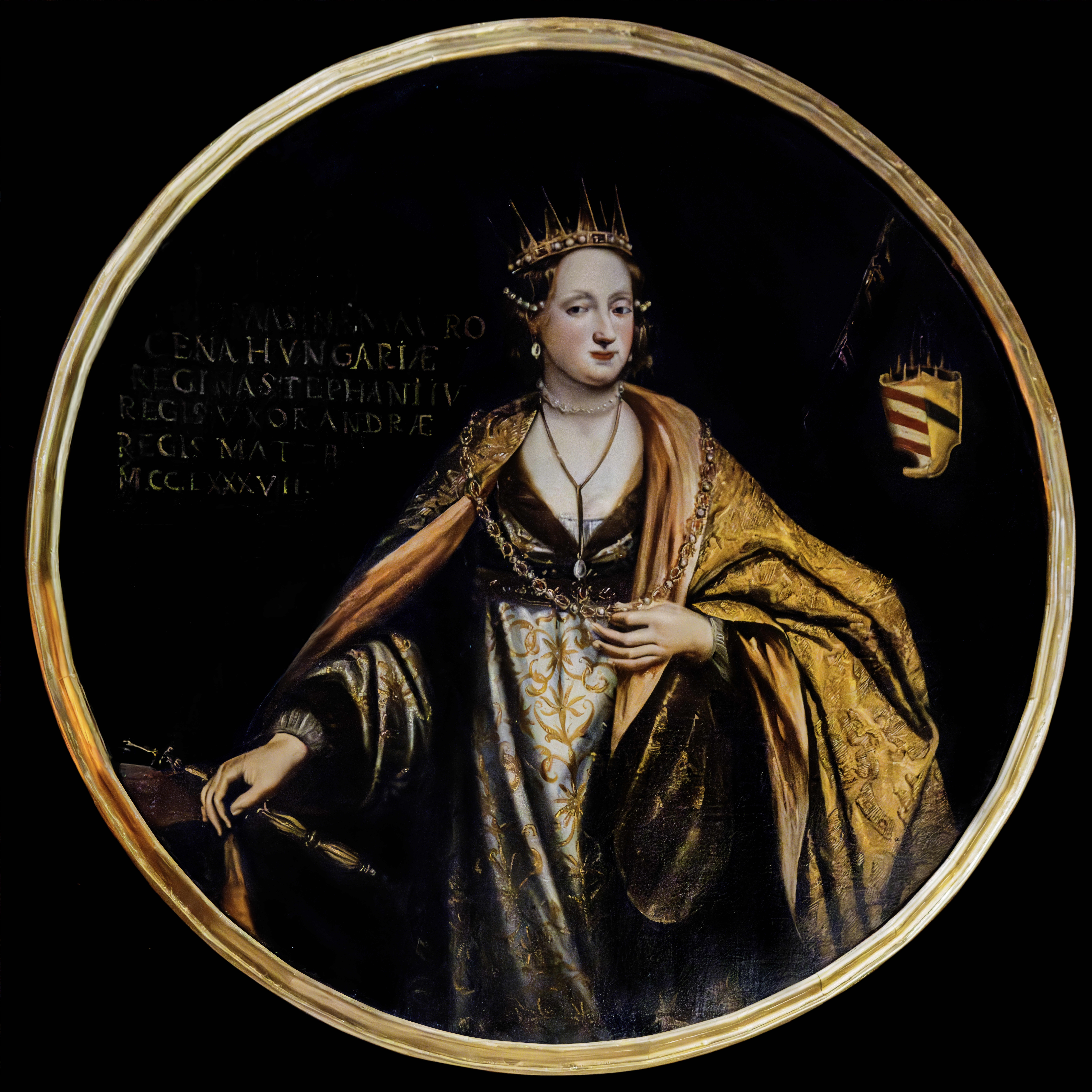
Томазина Моросини

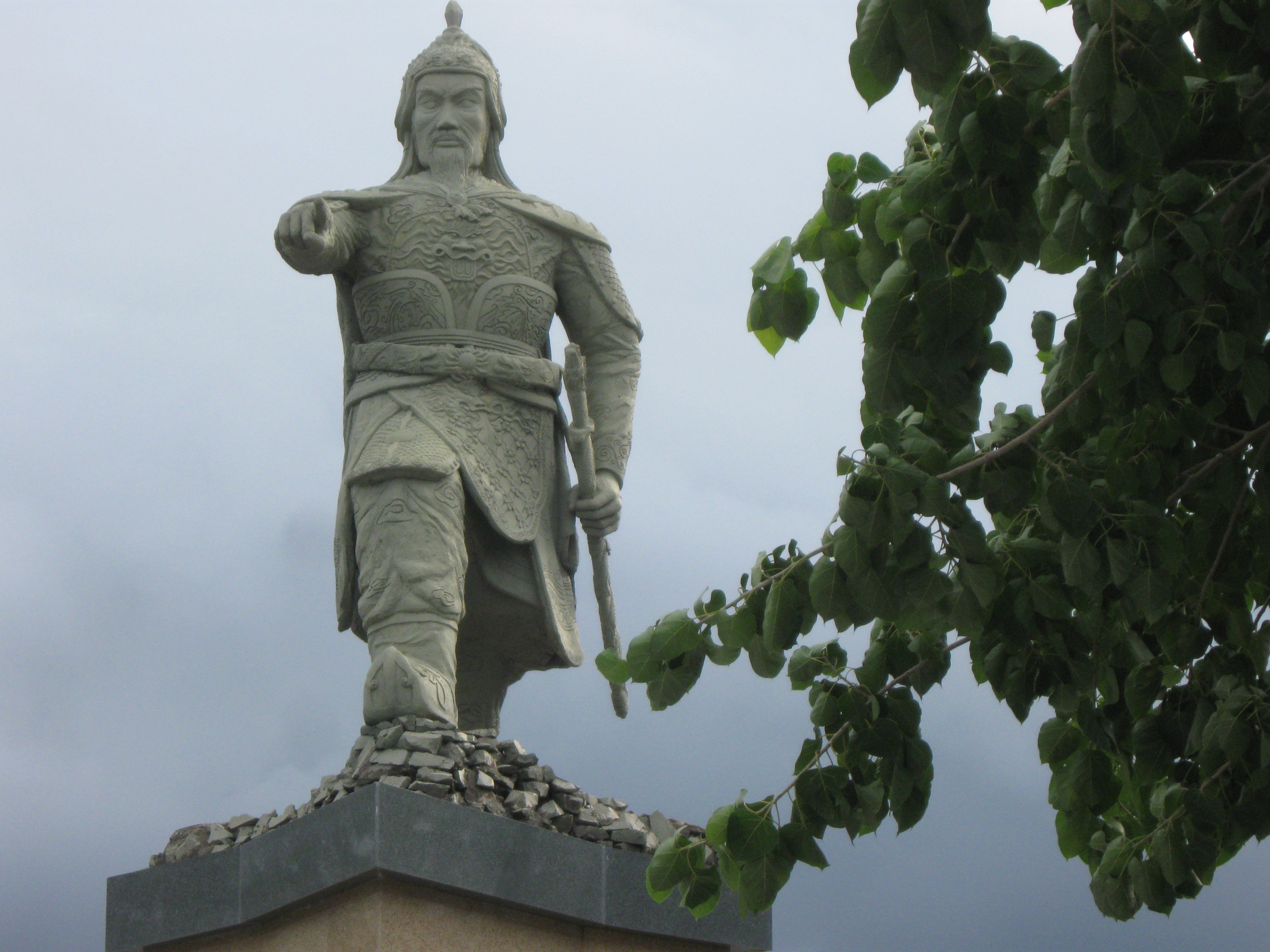
Чан Хынг Дао

В этой статье представлен список известных людей, умерших в 1300 году.
См. также: Категория:Умершие в 1300 году

## Январь
- 1 января — Джакомо Томасси-Каетани[фр.] — кардинал-священник S. Clemente (1295—1300).
- 10 января — Гизела Керценброкская, монахиня из северонемецкого города Рулле.

## Февраль
- 19 февраля — Муньо де Самора — генеральный магистр ордена проповедников (доминиканцев) (1285—1291), епископ Паленсии (1294—1296).

## Май
- 29 мая — Томмазо д’Окре[итал.] — итальянский кардинал-священник Santa Cecilia (1294—1300)

## Июль
- 15 июля — Хенрик Флеминг — второй князь-епископ варминский (1278—1300), перенёсший столицу епархии в Фромборк.
- 18 июля — Герардо Сегарелли — крестьянин из Пармской округи, основатель секты апостоликов в Северной Италии (ок. 1260), сожжён на костре инквизиции

## Август
- Гвидо Кавальканти — итальянский философ и поэт.

## Сентябрь
- 15 сентября — Конрад фон Брауншвейг-Люнебург[нем.] — епископ Вердена (1269—1300)
- 24 сентября — Джулиана Фицджеральд[англ.] — баронесса-консорт Томонд (1276—1287), жена Томаса де Клер, 1-го барона Томонд
- 25 сентября — Эдмунд, 2-й граф Корнуолл — граф Корнуолл (1272—1300)

## Декабрь
- 6 декабря:
  - Пётр Паскуаль, мосарабский богослов, епископ и мученик;
  - Теодора Палеологина Кантакузина[англ.] — византийская аристократка, племянница императора Михаила VIII Палеолога, активный участник литературных кругов Византии.
- Жан II — сеньор Кастра, граф Скуиллаче (1270—1300)
- Иоганн III Шверин — архиепископ Риги (1294—1300)

## Дата неизвестна или требует уточнения
- Абу Таввама, исламский учёный, писатель и мухаддис, проживавший на Индийском субконтиненте.
- Аль-Музаффар III Махмуд ибн Мухаммад[англ.] — айюбидский эмир Хамы (1284—1300)
- Альбрехт III — маркграф Бранденбург-Зальцведельский (1267—1300).
- Байрам-Егечи, жена Чинкима, сына Хубилая, мать императора Тэмура.
- Беренгела Кастильская[исп.] — кастильская инфанта, дочь Альфонсо X, сеньора Гвадалахары
- Барделлоне Бонакольси — 2-й народный капитан и сеньор Мантуи (1291—1299), умер в изгнании.
- Бонатти, Гвидо — итальянский математик и астролог. Дата смерти предположительна.
- Генрих Стенеке[нем.] — бургомистр Любека (1276–1277, 1286–1287, 1289, 1291–1294, 1298)
- Герман VIII[англ.] — маркграф Баден-Пфорцхайма (1291—1300)
- Гийом де Нанжи — французский хронист
- Грифид ап Давид ап Тидир — валлийский поэт, живший в конце XIII века.
- Гюнери-бей — улубей Карамана (1277—1286), бейлербей Карамана (1286—1300)
- Деметриос Пепагоменос[англ.] — византийский врач и натуралист
- Джон Уэйк[нем.] — первый барон Уэйк из Лидделла (1295—1300)
- Жофре де Фойша[англ.] — каталонский трубадур.
- Зюскинд из Тримберга, немецкий поэт периода классического миннезанга, врач.
- Иоганн I — бургграф Нюрнберга (1297—1300), представитель дома Гогенцоллернов.
- Канган Гиин[англ.] — буддийский деятель создатель японской школы Хиго
- Ли Хаогу — китайский драматург и поэт эпохи династии Юань.
- Марквард Хилдемар[нем.] — бургомистр Любека (1286, 1290, 1293, 1297–1300).
- Уильям Морли, английский аристократ, 1-й барон Морли (с 1295).
- Ногай — беклярбек и фактический правитель Золотой Орды, убит. По другим источникам, погиб в 1299 году.
- Ричард Миддлтон[нем.] — английский теолог, лорд-канцлер Англии (1269—1272).
- Роберт из Глостера, английский летописец, монах-бенедиктинец, предполагаемый автор рифмованной «Хроники Роберта Глостерского».
- Рукн ад-дин Кай-Каус[англ.] — султан Бенгалии (1291—1300)
- Сакура — манса Малийской империи (1285—1300).
- Томазина Моросини[англ.] — герцогиня Славонии (1290—1300), мать короля Венгрии Андраша III
- Феодосий III[англ.] — Патриарх Коптской православной церкви (1293—1300)
- Чан Хынг Дао — вьетский главнокомандующий, организовавший успешную оборону страны во время третьего монгольского вторжения в Дайвьет в 1287—1288 годах. Автор теоретических трудов по военному делу.